# Elecciones parlamentarias de Marruecos de 1997
El 14 de noviembre de 1997 tuvieron lugar elecciones parlamentarias en Marruecos. Participaron en la elección el 58.3% de los votantes registrados.

## Resultados
| Partido                                                                             | Votos      | %      | Escaños | +/-   |
| ----------------------------------------------------------------------------------- | ---------- | ------ | ------- | ----- |
| Unión Socialista de Fuerzas Populares (Union Socialiste des Forces Populaires)      | 884.061    | 13.87  | 57      | +5    |
| Partido de la Independencia (Hizb al-Istiqlal/Parti d'Independence)                 | 840.315    | 13.19  | 32      | -20   |
| Agrupación Nacional de los Independientes (Rassemblement National des Indépendents) | 705.397    | 11.07  | 46      | +6    |
| Movimiento Popular (Mouvement Populaire)                                            | 659.331    | 10.35  | 40      | -11   |
| Unión Constitucional (Union Constitutionelle)                                       | 647.746    | 10.17  | 50      | -4    |
| Movimiento Democrático y Social (Mouvement Démocratique et Social)                  | 603.156    | 9.47   | 32      | Nuevo |
| Movimiento Nacional Popular (Mouvement Nationale Populaire)                         | 431.651    | 6.77   | 19      | -6    |
| Partido del Progreso y el Socialismo (Parti du Progrès et du Socialisme)            | 274.862    | 4.31   | 9       | -1    |
| Partido Nacional-Demócrata (Parti National-Démocrate)                               | 270.425    | 4.24   | 10      | -14   |
| Movimiento Popular Democrático y Constitucional                                     | 264.324    | 4.15   | 9       | Nuevo |
| Frente de Fuerzas Democráticas (Front des Forces Démocratiques)                     | 243.275    | 3.82   | 9       | Nuevo |
| Partido Democrático Socialista (Parti Socialiste Démocratique)                      | 188.520    | 2.96   | 5       | Nuevo |
| Organización de Acción Democrática y Popular                                        | 184.009    | 2.89   | 4       | +2    |
| Partido de Acción                                                                   | 89.614     | 1.41   | 2       | -     |
| Partido Democrático y de la Independencia (Parti Démocratique et de l'Indépendance) | 76.176     | 1.20   | 1       | -8    |
| Unión Democrática (Union Démocratique)                                              | 8.768      | 0.14   | 0       | -     |
| Votos válidos                                                                       | 6.371.630  | 100.00 | 325     | -7    |
| Nulos                                                                               | 1.085.366  |        |         |       |
| Votos totales                                                                       | 7,456,996  |        |         |       |
| Participación                                                                       | 12,790,631 | 58.30  |         |       |
| Fuente: Inter-Parliamentary Union                                                   |            |        |         |       |